# أوسكار شليمر
أوسكار شليمر (بالألمانية: Oskar Schlemmer) (مواليد 4 سبتمبر 1888 في شتوتغارت - وفيات 13 أبريل 1943 في بادن بادن) هو رسام ونحات ومصمم مسرحي ألماني.
ينتمي أوسكار شليمر إلى مدرسة باوهاوس الفنية، حيث اشتهر سليمر بلوحاته التجسيمية للأشخاص في الفراغ ثلاثي الأبعاد.

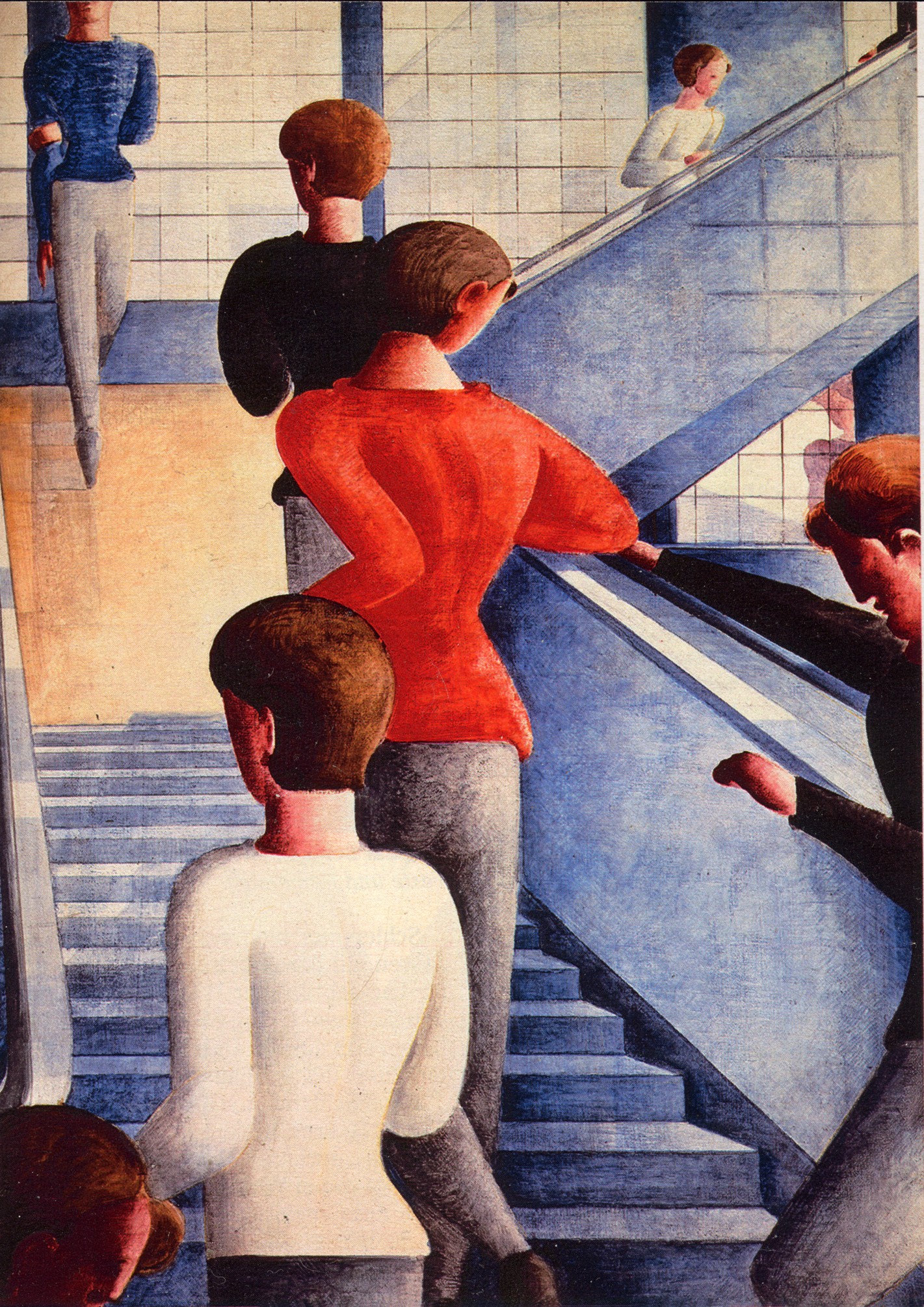
لوحة Bauhaustreppe «درج البناية» تعود إلى سنة 1932.